# Listă de actori chilieni
Aceasta este o listă de actori și actrițe din Chile:

Cuprins: Început - 0–9 A B C D E F G H I J K L M N O P Q R S T U V W X Y Z

## A
- Herval Abreu
- Javiera Acevedo
- Úrsula Achterberg
- Ignacio Achurra
- Patricio Achurra
- Tamara Acosta
- Catalina Aguayo
- Héctor Aguilar
- Gabriela Aguilera
- Vanessa Aguilera
- Zulema Ahumada
- Fernando Alarcón
- Luis Alarcón
- Francisco Albornoz
- Daniel Alcaíno
- Juan Alcayaga
- Sigrid Alegría
- Ignacia Allamand
- Alfredo Allende
- Marcelo Alonso
- Soledad Alonso
- Felipe Álvarez
- Jorge Álvarez
- Iván Álvarez de Araya
- Dayana Amigo
- Natalia Aragonese
- Loreto Aravena
- Freddy Araya
- Loreto Araya-Ayala
- Raquel Argandoña
- Noelia Arias
- Felipe Armas
- Sebastián Arrau
- Carolina Arredondo
- César Arredondo
- Claudio Arredondo
- Carolina Arregui
- Maricarmen Arrigorriaga
- Cristián Arriagada
- Jaime Artus
- Pablo Ausensi
- Sebastián Ayala
- Jaime Azócar
- Chicho Azúa

## B
- Ignacia Baeza
- Carlos Balart
- Javier Baldassari
- Pedro de la Barra
- Alicia Barrié
- Eduardo Barril
- Carmen Barros
- Begoña Basauri
- Paz Bascuñán
- Juan Pablo Bastidas
- Rodrigo Bastidas
- Schlomit Baytelman
- María José Bello
- Ernesto Belloni
- Nicolás Belmar
- Gloria Benavides
- Arnaldo Berríos
- Bastián Bodenhöfer
- Damián Bodenhöfer
- Maira Bodenhöfer
- Miranda Bodenhöfer
- José Bohr
- Cecilia Bolocco
- Graciela Bon
- Catalina Bono
- Lorena Bosch
- Jorge Boudon
- Susana Bouquet
- Felipe Braun
- Carmen Bravo Osuna
- Renata Bravo
- Rodolfo Bravo
- Heidrun Breier
- Carmen Gloria Bresky
- Carolina Brethauer
- Nelson Brodt
- Nicolás Brown
- Guillermo Bruce
- Edgardo Bruna
- Paulo Brunetti
- Carmen Bunster
- Juan Claudio Burgos Droguett
- Claudia Burr

## C
- Carlos Graves
- Claudia Cabezas
- Santiago Cabrera
- Hellen Cáceres
- Franklin Caicedo
- César Caillet
- Adela Calderón
- Felipe Camiroaga
- Elsa del Campillo
- Antonio Campos
- Cristián Campos
- Pedro Campos
- Roxana Campos
- Gloria Canales
- María Cánepa
- Néstor Cantillana
- Lorena Capetillo
- Mónica Carrasco
- Cristián Carvajal
- Valentina Carvajal
- Diego Casanueva
- Catalina Castelblanco
- Claudio Castellón
- Adriano Castillo
- Alberto Castillo
- Alejandro Castillo
- Francisca Castillo
- Martín Castillo
- Alfredo Castro
- Angélica Castro
- Bélgica Castro
- Felipe Castro
- Óscar Castro Ramírez
- Otilio Castro
- Jenny Cavallo
- Claudia Celedón
- Jaime Celedón
- Francisco Celhay
- Rodolfo Cepeda
- Pablo Cerda
- Javiera Cifuentes
- Enrique Cintolesi
- Alejandro Cohen
- Elías Cohen
- Gregory Cohen
- Lucy Cominetti
- Carlos Concha
- Claudia Conserva
- Javiera Contador
- Ángela Contreras
- Felipe Contreras
- Hernán Contreras
- Larissa Contreras
- Patricio Contreras
- Peggy Cordero
- Lucho Córdoba
- Tiago Correa
- Jesús Cosialls
- Taira Court
- Elvira Cristi
- Luz Croxatto
- Ingrid Cruz
- Luciano Cruz-Coke
- Cecilia Cucurella
- Beto Cuevas
- Marilú Cuevas
- Natalia Cuevas
- Eduardo Cumar

## D
- Sebastián Dahm
- Macarena Darrigrandi
- Tito Davison
- Mariana Derderián
- Claudia di Girolamo
- Carlos Díaz
- Cora Díaz
- Pablo Díaz
- Valeska Díaz
- Javiera Díaz de Valdés
- Arturo Domínguez
- Sergio Domínguez
- Luis Dubó
- Alejandra Dueñas
- Héctor Duvauchelle
- María Elena Duvauchelle

## E
- Luciana Echeverría
- Emilio Edwards
- Marcial Edwards
- Carlos Embry
- Daniel Emilfork
- Gabriela Ernst
- Álvaro Escobar
- Álvaro Espinoza
- Claudio Espinoza

## F
- Carolina Fadic
- Juan Falcón
- Jole Fano
- Fernando Farías
- Mabel Farías
- Ramón Farías
- Roberto Farías
- Chito Faró
- Armando Fenoglio
- Maité Fernández
- Nona Fernández
- Ricardo Fernández
- Tennyson Ferrada
- Ana Luz Figueroa
- Cristian Figueroa
- Francisco Flores del Campo
- Alejandro Flores
- Nicolás Fontaine
- Amaya Forch
- Alejandra Fosalba
- Andrea Freund
- María Teresa Fricke
- Rafael Frontaura de la Fuente
- Cristián de la Fuente

## G
- Emilio Gaete
- Jorge Gajardo
- Fernando Gallardo
- Liliana García
- María de los Ángeles García
- Paulina García
- Sofía García
- Andrea García-Huidobro
- Cristián García-Huidobro
- Francisca García-Huidobro
- Ignacio Garmendia
- Jorge Garrido
- Malú Gatica
- Mario Gatica
- Francisca Gavilán
- Ana María Gazmuri
- Victoria Gazmuri
- Rebeca Ghigliotto
- Paola Giannini
- Luis Gnecco
- Fernando Godoy
- Mónica Godoy
- Alejandro Goic
- Álvaro Gómez
- Griselle Gómez
- Fernando Gómez-Rovira
- Ana González
- Claudio González
- Fernando González
- Marés González
- Patricio González
- Samuel González
- Trinidad González
- Daniel González-Muniz
- Francisco Gormaz
- María Paz Grandjean
- Orietta Grendi
- Natalia Grez
- Coca Guazzini
- Catalina Guerra
- Jorge Guerra
- Alessandra Guerzoni
- Juan José Gurruchaga
- Carmen Disa Gutiérrez
- Ernesto Gutiérrez
- Delfina Guzmán
- Patricia Guzmán

## H
- Teresa Hales
- Jaime Hanson
- Enrique Heine
- Gabriela Hernández
- Javiera Hernández
- Óscar Hernández
- Sergio Hernández
- Alejandra Herrera
- Constanza Herrero
- Hernán Hevia
- Jorge Hevia
- Susana Hidalgo
- Consuelo Holzapfel
- Mario Horton
- Katyna Huberman
- Ximena Huilipán

## I
- María José Illanes
- Francisca Imboden
- Mauricio Inzunza
- Paz Irarrázabal
- Patricia Irribarra
- Ingrid Isensee
- Felipe Izquierdo
- María Izquierdo

## J
- Daniela Jacques
- Carla Jara
- Víctor Jara
- Grimanesa Jiménez
- Luz Jiménez
- Adan Jodorowsky
- Brontis Jodorowsky
- Alejandro Jodorowsky
- María Paz Jorquiera
- Julio Jung

## K
- Daniel Kiblisky
- Anita Klesky
- Fedora Kliwadenko
- Katty Kowaleczko
- Stefan Kramer
- Pablo Krögh
- Aline Kuppenheim

## L
- Solange Lackington
- Osvaldo Lagos
- Fernando Larraín
- Berta Lasala
- Gloria Laso
- Mirella Latorre
- Sebastián Layseca
- Olvido Leguía
- María José León
- Ariel Levy
- Blanca Lewin
- Francisca Lewin
- Daniela Lhorente
- Irene Llano
- Ramón Llao
- Tichi Lobos
- Camila López
- Elvira López
- Francisco López
- Patricia López
- Jaime Lorca
- Mario Lorca
- Mariana Loyola

## M
- Pablo Macaya
- Ernesto Malbrán
- Blanca Mallol
- María Maluenda
- Sebastián Mancilla
- Alison Mandel
- Juan Marino
- Manuela Martelli
- Ana María Martínez
- José Martínez
- Nicolás Martínez
- Yoya Martínez
- Carolina Marzán
- Carlos Matamala
- Ariel Mateluna
- Fabiola Matte
- Gabriel Maturana
- Magdalena Max-Neef
- María Luisa Mayol
- Catherine Mazoyer
- Jaime McManus
- Marcela Medel
- Gabriela Medina
- Hugo Medina
- Víctor Meiggs
- Francisco Melo
- Fernando Mena
- Romina Mena
- Sonia Mena
- Francisca Merino
- Tatiana Merino
- Nelly Meruane
- Pedro Messone
- Carolina Mestrovic
- Paulo Meza
- Adelqui Migliar
- Vanessa Miller
- Julio Milostich
- Jeannette Moenne-Loccoz
- Tatiana Molina
- Nicanor Molinare
- Josefina Montané
- Felicia Montealegre
- Mario Montilles
- Cristina Montt
- Francisco Moore
- Verónica Moraga
- Álvaro Morales
- César Morales
- Fernando Morales (actor)
- Héctor Morales
- Claudio Moreno
- Elena Moreno
- Mireya Moreno
- Paloma Moreno
- Juan Carlos Morfi
- Vasco Moulian
- Agustín Moya
- Valeria Moya
- Magdalena Müller
- Gloria Münchmeyer
- Teresa Münchmeyer
- Renato Munster
- Daniel Muñoz
- Diego Muñoz
- Elena Muñoz
- Nelson Muñoz
- Rodrigo Muñoz
- Lautaro Murúa

## N
- Diego Navarrete
- Yuyuniz Navas
- María José Necochea
- Angélica Neumann
- Nathalie Nicloux
- Rosita Nicolet
- Amparo Noguera
- Emilia Noguera
- Héctor Noguera
- Silvia Novak
- Matías Novoa
- Ramón Núñez

## O
- Sandra O'Ryan
- Ismael Oddó Méndez
- Juan Pablo Ogalde
- Claudio Olate
- Óscar Olavarría
- Gonzalo Olave
- Catalina Olcay
- Carolina Oliva
- María Gracia Omegna
- Francisca Opazo
- Antonella Orsini
- Maite Orsini
- Javiera Osorio
- Marcela Osorio
- Matías Oviedo
- Nicolás Oyarzún

## P
- Cote de Pablo
- Álvaro Pacull
- Justin Page
- Andrés Palacios
- Catalina Palacios
- Myriam Palacios
- Daniela Palavecino
- Ana María Palma
- José Palma
- Erto Pantoja
- Roberto Parada
- Aldo Parodi
- Carolina Paulsen
- Nancy Paulsen
- Eduardo Paxeco
- Jorge Pedreros
- Carlos Peirano
- Pamela Peragallo
- Andrés Pérez
- Claudia Pérez
- Nicolás Pérez
- Rodrigo Pérez
- Soledad Pérez
- Francisco Pérez-Bannen
- Marcelo Pertier
- Leonardo Perucci
- Mauricio Pesutic
- Simón Pesutic
- Constanza Piccoli
- Pato Pimienta
- Malucha Pinto
- Ricardo Pinto
- Silvia Piñeiro
- Laura Pizarro
- Elsa Poblete
- Nicolás Poblete
- Roberto Poblete
- Valentina Pollarolo
- Felipe Ponce
- Julia Pou
- Monserrat Prats
- Ángela Prieto
- Antonio Prieto
- Gabriel Prieto
- Lorene Prieto
- María José Prieto
- Roberto Prieto
- Francisco Puelles
- Rodolfo Pulgar
- Catalina Pulido

## Q
- Boris Quercia
- Sebastián Quezada
- Berta Quiero
- Alonso Quintero
- Alicia Quiroga
- María José Quiroz

## R
- Daniela Ramírez
- Fernanda Ramírez
- Rosa Ramírez
- Javiera Ramos
- Eduardo Ravani
- Ana Reeves
- Remigio Remedy
- Amelia Requena
- Eugenio Retes
- Andrés Reyes
- Claudio Reyes
- Francisco Reyes
- Teresita Reyes
- Celine Reymond
- Aníbal Reyna
- Yamila Reyna
- Carmina Riego
- Andrés Rillón
- Juanita Ringeling
- Gladys del Río
- Antonella Ríos
- Felipe Ríos
- Cristián Riquelme
- Patricia Rivadeneira
- Ximena Rivas
- Gonzalo Robles
- Alberto Rodríguez
- Alicia Rodríguez
- Chamila Rodríguez
- Mayte Rodríguez
- Viviana Rodríguez
- Marcelo Romo
- Shenda Román
- Denise Rosenthal
- Liliana Ross
- Álvaro Rudolphy
- Coca Rudolphy
- Diego Ruiz
- Isabel Ruiz
- Bárbara Ruiz-Tagle

## S
- Catalina Saavedra
- Nicolás Saavedra
- Juan Pablo Sáez
- Lucy Salgado
- Katherine Salosny
- Antonia Santa María
- Silvia Santelices
- Marisela Santibáñez
- Valeria Sarmiento
- Patricio Scacchi
- Augusto Schuster
- Pablo Schwarz
- Adela Secall
- José Secall
- Willy Semler
- Raúl Sendra
- César Sepúlveda
- Julio César Serrano
- Rosita Serrano
- Christian Sève
- Paulette Sève
- Nissim Sharim
- Paula Sharim
- Pedro Sienna
- Alejandro Sieveking
- Esperanza Silva
- Osvaldo Silva
- Romeo Singer
- Verónica Soffia
- Sandra Solimano
- Belén Soto
- Pablo Sotomayor
- José Soza
- Patricio Strahovsky
- Pablo Striano
- Isabel Sunnah
- María Elena Swett

## T
- Marcial Tagle
- Cristóbal Tapia Montt
- Sussan Taunton
- Macarena Teke
- Domingo Tessier
- Daniela Tobar
- Patricio Torres
- Alejandro Trejo
- Philippe Trillat
- Santiago Tupper

## U
- Samir Ubilla
- Jael Ünger
- Luis Uribe
- Fernanda Urrejola
- Isidora Urrejola
- Íñigo Urrutia
- Paulina Urrutia
- Sergio Urrutia
- María José Urzúa

## V
- Adriana Vacarezza
- Jaime Vadell
- Natalia Valdebenito
- Sergio Valdés
- Luz Valdivieso
- Marcelo Valdivieso
- Emilio Valentí
- Claudio Valenzuela
- Gonzalo Valenzuela
- Loreto Valenzuela
- Maximiliano Valenzuela
- Rolando Valenzuela
- Marcela del Valle
- Roberto Vander
- Leonor Varela
- Américo Vargas
- Carolina Vargas
- Valentina Vargas
- Carolina Varleta
- Karla Vásquez
- Kevin Vásquez
- Guido Vecchiola
- Alejandra Vega
- Andrea Velasco
- Andrés Velasco
- Josefina Velasco
- Mireya Véliz
- Tomás Verdejo
- Luis Vera
- Claudia Vergara
- Mario Avelino Vernal Ariste
- Enrique Vico Carré
- Benjamín Vicuña
- Pedro Vicuña
- Eliana Vidal
- Violeta Vidaurre
- Camila Videla
- Tomás Vidiella
- Felipe Viel
- Helvecia Viera
- Millaray Viera
- Nelson Villagra
- Pamela Villalba
- Samuel Villarroel
- Araceli Vitta
- Sonia Viveros
- Paola Volpato
- Gastón von dem Bussche

## W
- Luis Wigdorsky

## Y
- Aranzazú Yankovic
- Lorenz Young

## Z
- Jorge Zabaleta
- Marko Zaror
- Antonia Zegers
- Alberto Zeiss
- Alex Zisis
- Elisa Zulueta
- Paula Zúñiga